# Val Bordesigli
La Val Bordesigli è una valle laterale disabitata della Val Taleggio, attraversata dal torrente Bordesigli. Questa valle segna il confine tra le Province di Bergamo, a est, e di Lecco a ovest.